# Otto Broman
Karl Otto Johan Broman, född 18 augusti 1878 i Adolf Fredriks församling i Stockholms stad, död 14 april 1960 i Malmö Sankt Petri församling i Malmöhus län, var en svensk militär.

## Biografi
Broman avlade studentexamen i Stockholm 1898. Han avlade officersexamen vid Krigsskolan 1900 och utnämndes samma år till underlöjtnant vid Vaxholms artillerikår. När kustartilleriet inrättades den 1 januari 1902 överfördes han till Vaxholms kustartilleriregemente, som han kom att tillhöra under hela sin officerstid. Han befordrades till löjtnant 1903, gick Allmänna kursen vid Sjökrigsskolan 1904–1906, var regementsadjutant vid Vaxholms kustartilleriregemente 1906–1909, var adjutant hos chefen för kustartilleriet 1909–1914 och befordrades till kapten 1912. Han avlade kansliexamen vid Stockholms högskola 1914, studerade vid Krigshögskolan 1918–1919, var kompanichef vid Vaxholms kustartilleriregemente 1919–1920, var lärare vid Sjökrigshögskolan 1919–1921, tjänstgjorde vid Operationsavdelningen i Marinstaben 1920–1922 och var åter kompanichef vid Vaxholms kustartilleriregemente 1922–1924. År 1924 befordrades han till major, varefter han var stabschef hos kommendanten för Vaxholms fästning 1924–1929. Han befordrades till överstelöjtnant 1928 och var stabschef hos chefen för kustartilleriet 1929–1933. På grund av åldersförhållanden och befordringsmöjligheter kunde han inte erhålla fullmakt på tjänst som överste, men som erkännande för sina stora förtjänster utnämndes han likväl 1932 till överste – en vid denna tid ovanlig utmärkelse. Broman inträdde redan 1933 i reserven, där han kvarstod till och med år 1948.
Broman engagerade sig för försvaret även efter sin avgång ur aktiv tjänst. Han var befälhavare i Malmö sjörullföringsområde 1933–1937. År 1934 tog han initiativ till bildandet av Öresunds frivilliga motorbåtsflottilj, vars chef han var 1934–1943. Den uppgick 1942 i Sjövärnskåren och ändrade då namn till Öresunds sjövärnsflottilj. Han intresserade sig även för luftförsvaret och luftskyddet. Han var sekreterare i Malmö luftförsvarsförening från dess bildande 1935 till sin död. År 1937 blev han också sekreterare i Malmöhus läns luftskyddsförbund och i denna egenskap organiserade han luftskyddsutbildning både i städerna och på landsbygden och han ordnade lägerkurser i Tylebäck och Skälderviken. Efter krigsutbrottet 1939 var han verksam vid länsstyrelsen i Malmöhus län. Han verkade där under större delen av beredskapstiden och framför allt under de första krigsåren ledde han omfattande beredskapsåtgärder.
I en nekrolog berättas om Broman: ”Broman kom under sin tjänstgöring att i avsevärd omfattning ägna sig åt frågor berörande kustartilleriets taktik. Han var sålunda under olika perioder lärare i ämnet kustfästningslära […] i Sjökrigshögskolan, han var ledare för befälsövningar vid denna skola för främst kustartilleriofficerare, ävensom ledare för taktiska övningar anbefallda av CKA [chefen för kustartilleriet]. Vidare ledde han under ett flertal år taktikutbildning för reservofficerare anordnad av kustartilleriets reservofficersförbund. På grund av Bromans stora erfarenheter och skicklighet inom detta område blev det också han som i egenskap av ordförande kom att leda den kommitté, som i början av 1930-talet tillsattes att utarbeta taktiska föreskrifter för kustartilleriet. Arbetet med detta reglemente, vartill motsvarighet tidigare saknades, avslutades före Bromans avgång ur aktiv tjänst. Reglementet blev av allra största värde såsom grund för den taktiska uppfattningen och utbildningen på hithörande områden inom vapnet under en lång följd av år.”
Otto Broman invaldes 1922 som ledamot av Kungliga Örlogsmannasällskapet och 1931 som ledamot av Kungliga Krigsvetenskapsakademien.
Otto Broman var son till köpmannen Carl Broman och Ida Westerdahl. Han gifte sig 1904 med Margareta (Greta) Holmström (1883–1970). De fick barnen Karin och Birger. Otto Broman är gravsatt på Norra begravningsplatsen i Solna.

## Utmärkelser
- Riddare av första klassen av Vasaorden, 1920.[10]
- Riddare av första klassen av Svärdsorden, 1921.[11]
- Riddare av Nordstjärneorden, 1933.[12]
- Kommendör av Vasaorden, 6 juni 1946.[13]